# Abrevi
Abrevi (en georgiano: აბრევი; en ruso: Абреви) o Abreu (en osetio: Абреу) es un pueblo que pertenece a la parcialmente reconocida República de Osetia del Sur, parte del distrito de Leningor, aunque de iure pertenece al municipio de Ajalgori de la región de Mtsjeta-Mtianeti de Georgia.

## Geografía
Abrevi se encuentra en el margen derecho del río Lejuri, a 55 km de Ajalgori. La aldea se administra desde el pueblo de Tsinagari.  

## Historia
A principios de la Edad Media, Abrevi formó parte del ducado de Ksani y, desde el siglo XV, de Saamilajvro. En el mapa de Vajushti de Kartli, Abrevi está marcada como una aldea georgiana. La antigua Abrevi se construyó sobre una colina a 2 km al norte de la aldea actual. 
En 1865, la aldea formaba parte de la comunidad rural de Sakorintlo, en el uyezd de Gori, y en ella vivían nueve familias.
Durante la duración del conflicto georgiano-osetio y también tras la victoria rusa en la guerra ruso-georgiana de 2008, con la que las de facto autoridades de Osetia del Sur establecieron el control sobre el municipio de Ajalgori, Abrevi formaba parte del territorio controlado por las autoridades de la República de Osetia del Sur. 

## Demografía
La evolución demográfica de Abrevi entre 1916 y 2015 fue la siguiente:
| 282                                                      | 294 | 390 | 369 | 347 | 362 | 280 | 116 |
| (Fuente: Population of South Ossetia since Soviet times) |     |     |     |     |     |     |     |

Según el censo soviético de 1959, la mayoría de la población local eran osetios. En los distintos censos, la composición étnica de la aldea era la siguiente:
|              | 1916      | 1916       |
| Grupo étnico | Población | Porcentaje |
| ------------ | --------- | ---------- |
| Georgianos   | 0         | 0%         |
| Osetios      | 282       | 100%       |
| Total        | 282       | 100%       |

## Infraestructura

### Arquitectura, monumentos y lugares de interés
En el pueblo se conserva la iglesia de San Teodoro, de la época medieval, y cerca de ella se encontraron kvevri y un lagar, lo que demuestra el desarrollo de la viticultura en estos lugares desde la antigüedad. 